# Jákup Frederik Øregaard
Jákup Frederik Øregaard (29. června 1906 Leirvík – 6. března 1980 Norðragøta) byl faerský politik, trojnásobný předseda faerského parlamentu.

## Politická činnost
V letech 1940–1978 byl poslancem faerského parlamentu Løgting za ostrov Eysturoy, přičemž v letech 1946–1950, 1958–1963 a 1966–1978 zastával současně funkci jeho předsedy.
V letech 1950–1954 a 1958–1962 byl zastupitelem faerské obce Gøtu (v roce 2009 včleněna do obce Eystur) a v letech 1960–1962 byl jejím starostou. V letech 1969–1972 byl předsedou domácí sociálně-demokratické strany Føroyski Javnaðarflokkurin.